# Clarkson Cup
Clarkson Cup er den pokal, der uddeles til det bedste kvindelige ishockeyhold i Canadian Women's Hockey League. 
Pokalen er opkaldt efter Adrienne Louise Clarkson, der var generalguvernør (den engelske dronnings repræsentant) i Canada fra 1999-2005.
Pokalen er af sølv, og blev udarbejdet af kunstnere fra Nunavut Arctic College og bærer inuitmotiver og Adriene Clarksons våbenskjold. Den øverste del af pokalen er lidt større end en kaffekop.
Det canadiske ishockeykvindelandshold blev hædret med pokalen i 2006, og det var meningen, at den fra da af skulle tildeles ligaens bedste hold. Dette skete dog først fra 2009 på grund af en strid om rettighederne til pokalen.